# مونته‌کرستزه
مونته‌کرستزه (به ایتالیایی: Montecrestese) یک کومونه در ایتالیا است که در استان وربانو-کوزیو-اوسولا واقع شده‌است. مونته‌کرستزه ۸۶٫۴ کیلومترمربع مساحت و ۱٬۱۹۷ نفر جمعیت دارد.